# Rocher du Diamant
Pour les articles homonymes, voir Diamant (homonymie).
Le rocher du Diamant est une petite île inhabitée située dans la mer des Caraïbes au sud-ouest de la Martinique, à deux kilomètres environ de la pointe du Diamant, dans le canal de Sainte-Lucie. L'îlot doit son nom à sa forme générale, en pointe et biseautée, ainsi qu'aux reflets de ses parois à certaines heures du jour, évoquant ceux d'une pierre précieuse. Il a donné son nom à la ville qui lui fait face sur la côte.

## Géographie
Vestige de la forte activité volcanique qui a affecté cette région, voilà près d'un million d'années, cette île se présente comme un roc basaltique de 175 mètres de haut ; il est à classer parmi les necks.
Couvert de buissons et de cactées, difficilement accessible, le rocher a pourtant joué un grand rôle durant les guerres napoléoniennes. Le Diamant occupait en effet une position stratégique au nord du canal de Sainte-Lucie, permettant de contrôler la navigation entre la Martinique et sa voisine méridionale, l'île de Sainte-Lucie.

## Histoire

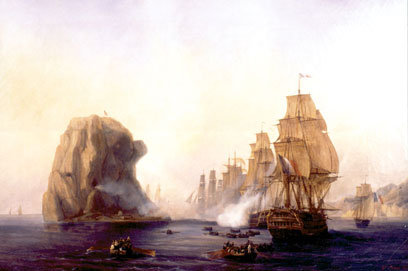
La flotte française avec le capitaine Cosmao-Kerjulien attaquant le rocher du Diamant. Peinture d'Auguste Mayer.

Au début du XIXe siècle, la guerre faisant rage aux Antilles entre la France et l'Angleterre qui tentaient de s'assurer le contrôle de cet arc insulaire, les Britanniques décidèrent d'occuper l'îlot. En janvier 1804, profitant de l'effet de surprise et aidé par des conditions météorologiques favorables, le contre-amiral Samuel Hood (à bord du HMS Centaur) s'empara du rocher du Diamant qu'il s'empressa de fortifier, installant cinq canons à son sommet (trois de 24 livres et deux de 18 livres).
Une garnison de plusieurs dizaines d'hommes (107 d'après certaines sources), placés sous les ordres du lieutenant Maurice, fut laissée sur place pour harceler la marine française. Les grottes servaient alors de dortoirs aux hommes (les officiers bénéficiant de tentes). Pour pallier un ravitaillement incertain acheminé à l'aide de paniers hissés jusqu'au sommet grâce à des poulies et des cordes, un petit élevage de chèvres, de pintades et de poules se développa sur les maigres herbages du lieu. Position inexpugnable, le rocher se vit conférer par la marine britannique le titre honorifique de « navire de guerre » et devint le HMS Diamond Rock (rocher du Diamant), le préfixe HMS étant l’abréviation de  His (ou Her) Majesty's Ship (navire de sa Majesté).

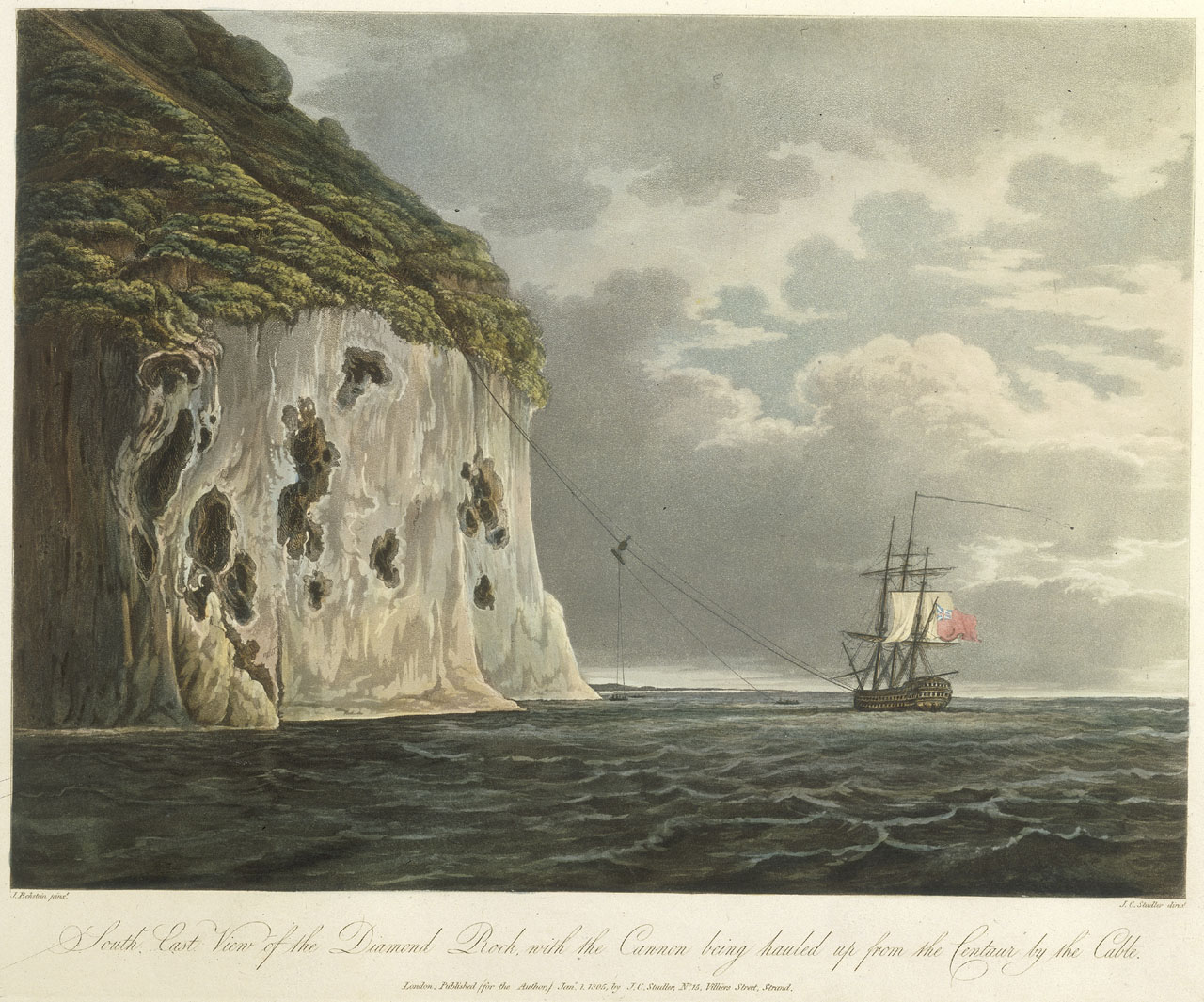
Déchargement d'un canon par câble, à partir du en 1805

Les troupes françaises tentèrent en vain de reconquérir l'îlot, puis laissèrent les Britanniques l'occuper dix-sept mois. En 1805, le gouverneur de l'île Villaret de Joyeuse convainquit l'amiral Villeneuve, qui était arrivé dans les parages avec une grande flotte, de le reprendre. Celui-ci confia cette mission à une division commandée par le capitaine de vaisseau Cosmao-Kerjulien, qui parvint, avec de nombreuses pertes, à finalement reprendre le Diamant aux Britanniques. La garnison, manquant de nourriture et d'eau (les citernes ayant été fissurées), se rendit aux forces françaises, le 2 juin 1805.

## Faune
D'après l'état des lieux de la D.R.E. (Direction régionale de l'Environnement) de Martinique, le rocher du Diamant est probablement le dernier refuge d'un reptile endémique de la Martinique, la Couresse de la Martinique (Liophis cursor). Comme les quarante sept autres îlets qui entourent la Martinique, le rocher du Diamant possède ses propres caractéristiques écologiques, bénéficiant par rapport à l'île principale d'un ensoleillement plus important, de précipitations moindres et d'une période de sécheresse saisonnière plus longue. Ces spécificités, auxquelles s'ajoute l'absence d'occupation humaine permanente, a donc permis au rocher d'être le sanctuaire d'une espèce que l'on croyait disparue.